# استانتون (نیر گلاستر گلاسترشر)
استانتون (به انگلیسی: Staunton) یک روستا و محله مدنی در بریتانیا است که در Forest of Dean واقع شده‌است.